# Younha
Younha, pseudonimo di Go Yun-ha (고윤하?, 高潤荷?, Go Yun-haLR, Ko YunhaMR; Seul, 29 aprile 1988), è una cantante sudcoreana.

## Biografia
Suona il piano e conosce diverse lingue (fra cui il giapponese). Nel settembre 2004 esce il singolo Yubikiri prima nella versione coreana e successivamente in quella giapponese.
Dopo altri tre singoli uscì un album, Go! Younha, il 5 ottobre del 2005. In seguito continuò l'attività di cantante e incise altri 4 singoli. Ha cantato la terza sigla di chiusura di Bleach intitolata "Houkiboshi".

## Discografia

### In Corea del Sud
Album ed EP
- 2007: Gobaekhagi joheunnal
- 2007: Hyeseong
- 2008: Someday
- 2009: Peace, Love & Ice Cream
- 2009: Growing Season
- 2010: Lost In Love
- 2012: Supersonic
- 2013: Just Listen
- 2013: Subsonic

Singoli
- 2008: Audition
- 2008: Audition (versione DVD)

Singoli digitali
- 2010: One Shot
- 2011: It's Beautiful
- 2013: Chigau
- 2013: Gwaenchana
- 2014: Eopseo

### In Giappone
Album
- 2005: Go! Younha
- 2010: Hitotsu sora no shita

Compilation
- 2008: SONGS -Teen's Collection-

Singoli
- 2004: Yubikiri
- 2005: Houkiboshi
- 2005: Motto futari de
- 2005: Touch/Yume no tsuzuki
- 2005: My Lover
- 2006: Te wo tsunaide
- 2007: Hakanaku tsuyoku
- 2009: Girl
- 2009: Suki nanda